# Une trahison française
Une trahison française : Les collaborationnistes de l'islam radical dévoilés est un essai de l'écrivain et essayiste  palestinien Waleed Al-Husseini, paru aux éditions Ring en 2017.

## Contexte
Ce second ouvrage de l'auteur paraît deux ans après le premier, Blasphémateur ! Les Prisons d'Allah, une autobiographie dans laquelle il relatait sa jeunesse en Cisjordanie et ses déboires avec la justice locale pour avoir publiquement critiqué l'islam ; entre-temps, son pays d'accueil, la France, est devenu la cible d'une vague d'attentats terroristes.
Dans ce contexte, Waleed Al-Husseini se livre à une critique d'une partie des « élites » françaises, qu'il accuse de complaisance vis-à-vis de l'islam radical,,.

## Citations
« J’ai constaté que la France était victime d’une multitude de trahisons. Il en va de nombreux politiciens qui, durant ces dernières décennies, ont cohabité avec la "bête" (l'islam radical, ndlr) à des fins électoralistes, mais aussi d’intellectuels à la vision et à la pensée tronquée par le "tiers-mondisme" et le "droit-de-l’hommisme" ; tous des collaborateurs par inaction qui sacrifient leur pays sur l’autel d’un combat d’arrière-garde. »
« Cette volonté d’imposer la coexistence et la cohabitation au nom du “vivre ensemble”, alors que ces invités de la nation n’entendent nullement respecter ce concept, revient à laisser des termites détruire une maison en se disant qu’il faut bien que ces pauvres bêtes se nourrissent. »
« […] il n’existe aucune différence entre les radicaux qui tuent au nom d’Allah et les prétendus modérés qui applaudissent et leur trouvent des circonstances atténuantes. L’erreur, en France, c’est que les médias utilisent le terme “extrémiste” pour désigner les djihadistes qui massacrent et terrorisent les civils et appellent “modérés” tous les autres. » 
« Le djihad et le terrorisme portent le même sens en dépit des efforts déployés par les musulmans pour les dissocier et les différencier. »